# علم جنوب إفريقيا (1928–1994)
علم جنوب أفريقيا بين عامي 1928 و1994 هو العلم الرسمي لاتحاد جنوب أفريقيا، الذي كان يشمل كلاًّ من ما يُعرَف اليوم بجنوب أفريقيا وجنوب غرب أفريقيا، والتي تُسمَّى ناميبيا أيضاً، في الفترة بين عامي 1928 و1960، وظل مُستعملاً بعد ذلك في جمهورية جنوب أفريقيا حتى عام 1994. يعتمد العلم في تصميمه على العلم الأميري الهولندي، بالإضافة لوجود أعلام المملكة المتحدة إلى اليسار ودولة البرتقال الحرة في الوسط وجمهورية الجنوب الأفريقي في وسطه. كان لقب العلم هو برتقالي، أبيض، أزرق (بالأفريقانية: Oranje, Blanje, Blou)‏.
اُعتمد العلم في عام 1928 من قبل البرلمان من قبل حكومة الأغلبية الأفريقانية الأولى. بعد فوز الحزب الوطني في الانتخابات عام 1948، حاول دون جدوى تعديل تصميم العلم لإزالة ما أسموه «بقع الدم» (علم المملكة المتحدة). في عام 1968، اقترح رئيس الوزراء ب. ج. فورستر اعتماد علم جديد في عام 1971 للاحتفال بالذكرى العاشرة لإعلان جنوب أفريقيا جمهورية مستقلة، ولم تحظ فكرة فورستر بالدعم البرلماني ولم يحدث أي تغيير في العلم أبداً، حيث اُستخدِم هذا العلم خلال حقبة الفصل العنصري أيضاً، مما أدى إلى وصفه ب«علم الفصل العنصري» على الرغم من أنه قد سبق هذه الفترة بعشرين عاماً. اُستُبدِل بالعلم الحالي لجنوب أفريقيا في عام 1994 مع بدء دستور الجمهورية الانتقالي ونهاية نظام الفصل العنصري.
بعد التوقف عن استعماله في عام 1994، أصبح العلم موضع جدل داخل جنوب أفريقيا، حيث اعتبره البعض تاريخاً ورمزاً للتراث الأفريقي، بينما اعتبره البعض الآخر رمزاً للفصل العنصري وسيادة البيض.

## الاعتماد

اُستخدمت الراية الحمراء لجنوب أفريقيا بشكل غير رسمي حتى عام 1928.

قبل 31 مايو 1928 كان العلم الوحيد الذي كان يحظى بالرسمية في اتحاد جنوب أفريقيا هو علم الاتحاد البريطاني إذ كانت جنوب أفريقيا جزءً من الإمبراطورية البريطانية. تم استخدام الراية الحمراء لجنوب أفريقيا كعلم غير رسمي. في عام 1925، ازداد النقاش حول ضرورة إنشاء علم جديد لجنوب أفريقيا حيث وجد العديد من من جماعة البوير أن علم الاتحاد غير مقبول بعد حرب البوير الثانية. في عام 1926، منح إعلان بلفور الحكم الذاتي التشريعي لجنوب أفريقيا، وفتح إمكانية إنشاء علم جديد. أراد المستوطنون البريطانيون إقحام علم الاتحاد في العلم الجديد باعتبار جنوب أفريقيا جزءً من الإمبراطورية البريطانية بينما الأفاريقان لا يريدون ذلك. تم التوصل إلى حل وسط، حيث يتألف العلم الجديد من العلم الأميري لأن هذا الأخير كان أول علم رُفِع على جنوب أفريقيا وشارة علم الاتحاد في المركز مع علمي دولة البرتقال الحرة وجمهورية الجنوب الأفريقي. وقد كان علم الاتحاد معكوساً في العلم الجديد مع رفعه إلى اليمين بحيث أنه لم يعطي حق الأولوية للأعلام الأخرى. وقد اُستنكِر ذلك من قبل دانيال فرانسوا مالان، ثم وزير الشؤون الداخلية في جنوب أفريقيا، الذي وصف مجموعة الأعلام المصغرة بأنها «جرب... والتي ستقع في يوم من الأيام».
في عام 1927، أقر برلمان الأغلبية الأفريقانية في جنوب أفريقيا قانون الاتحاد الوطني للجنسية والعلم، الذي نص على أن علم الاتحاد والعلم الجديد لاتحاد جنوب إفريقيا سيكون لهما وضع متساوٍ كعلم جنوب أفريقيا. دخل هذا القانون حيز التنفيذ في عام 1928 عندما تم رفع كلا العلمين فوق مبنى البرلمان، كيب تاون ومباني الاتحاد في بريتوريا، وقد انتهى هذا الوضع المزدوج في عام 1957 مع تمرير قانون تعديل الأعلام الذي أعلن أن علم الاتحاد سيكون العلم الوحيد لجنوب أفريقيا مع التصريح أيضا أن «نداء جنوب أفريقيا» سيكون النشيد الوحيد للبلاد وإسقاط «فليحفظ الله الملكة».
عندما أصبحت جنوب أفريقيا جمهورية في عام 1961، بقي العلم على حاله. كانت أغلبية الناخبين الأفريقانيين تكره العلم الذي احتفظ بعلم الاتحاد في المركز. تم إجراء نداءات متكررة لإزالته أو إنشاء علم جديد ولكن لم يُتَّخذ أي إجراء من قبل الحزب الوطني الحاكم حتى عام 1968. عقد ب. ج. فورستر لجنة في ذلك العام لإنشاء علم جديد للاحتفال بالذكرى العاشرة لإعلان جنوب أفريقيا استقلالها في عام 1971، ولكن لم يتم إجراء أي تغييرات في نهاية المطاف. تم التعامل مع العلم باحترام من قبل الأفريقانيين مع تحية العلم اليومية في المدارس. كما تم استخدامه كجزء من الاحتفالات عند تنصيب رئيس الدولة.
بسبب التباينات في التصنيع، تم تصنيع العديد من الأعلام مع لون أزرق داكن يشبه ذلك الموجود على علم المملكة المتحدة، مثل تلك الأعلام العديد المبكرة التي صُنعت في المملكة المتحدة. بسبب هذا التناقض، في عام 1982، حددت حكومة جنوب أفريقيا أن «أزرق سولواي»، وهو لون فاتح من اللون الأزرق، هو الذي سيُستخدم على الأعلام كما كان المقصود في الأصل.
وقد ظهر العلم في كانتونات أعلام الوكالات الحكومية مثل الجيش وخدمة السجون والشرطة. بعد إلغاء اعتماد العلم في عام 1994، اُستبدلت كانتونات الأعلام هذه بالعلم الجنوب أفريقي الجديد.

## المعارضة

علم ما بعد عام 1994 لجنوب أفريقيا.

على الرغم من أصول العلم واعتماده قبل تاريخ صعود الحزب الوطني إلى السلطة بعشرين عماً، أصبح العلم مرتبطاً تدريجياً بنظام الفصل العنصري. بدأت حركات مثل الوشاح الأسود ورمح الأمة الاحتجاج ضده برموزهم الخاصة. في كثير من الأحيان، تم إزالة علم جنوب أفريقيا من العرض العام واستبداله بعلم المؤتمر الوطني الأفريقي المحظور. كما تعرض العلم للحرق العام عقب احتجاجات المقاومة الداخلية للأبارتايد.
بعد عام 1989، اُنتُخِب فريديريك ويليم دي كليرك رئيساً للبلاد وأعفى فوراً عن المؤتمر الوطني الأفريقي (ANC) وأطلق سراح زعيمه نيلسون مانديلا من السجن. شجع دي كليرك مفاوضات إنهاء الأبرتايد في جنوب أفريقيا مع حزب المؤتمر الوطني الأفريقي بقيادة مانديلا. وقد كان أحد مطالب حزب المؤتمر الوطني الأفريقي هو تخفيض استخدام العلم بشكل تدريجي في حياة جنوب أفريقيا وأن يتم إنشاء علم جديد، حيث كان الجنوب أفريقيون السود يرتبطونه بالأبارتايد والفكر القومي الأفريقاني.
قادت المفاوضات إلى استفتاء الأبارتايد في جنوب أفريقيا 1992، حيث وافق الناخبون على إنهاء الفصل العنصري. نتج عن قرار الاستفتاء في مجلس الرجبي الدولي السماح لمنتخب جنوب أفريقيا الوطني لاتحاد الرجبي بإجراء مباريات الاختبار مرة أخرى. وافق المؤتمر الوطني الأفريقي على تأييد الفريق شريطة عدم استخدام العلم. خلال مباراة اختبار العودة، قدم حزب المحافظين العديد من الأعلام إلى غالبية الحشود البيضاء كرمز للتحدي ضد حزب المؤتمر الوطني الأفريقي. أثناء الألعاب الأولمبية الصيفية 1992 التي جرت أطوارها في برشلونة، كان الفريق الجنوب أفريقي يعمل تحت علم مصمم خصيصاً للاتحاد الجنوب أفريقي للألعاب الرياضية واللجنة الأولمبية، على الرغم من تلويح المتفرجين من جنوب أفريقيا في الألعاب بالعلم الوطني، ومحاولات المسؤولين وقفهم. عندما أُنزِل العلم للمرة الأخيرة في مبنى البرلمان في كيب تاون، صاح المتفرجون بصوت مرتفع «أسفل، أسفل!» كما تمت إزالته.
في عام 1994، تم الاتصال بالموظف المسؤول عن علم شعارات النبالة في الدولة، فريدريك براونيل، لتصميم علم وطني جديد لجنوب أفريقيا ليحل محل العلم الحالي في وقت إجراء أول انتخابات بعد الفصل العنصري. صمَّم فريدريك العلم الجديد لجنوب أفريقيا مع مزيج من العلم القديم وألوان علم المؤتمر الوطني الأفريقي. تمت الموافقة على تصميم العلم الجديد شخصياً من قبل كل من دي كليرك ومانديلا قبل الموافقة عليه بالإجماع من قبل المجلس التنفيذي الانتقالي في 15 مارس 1994. أدلى دي كليرك بالإعلان العلني عن استبدال العلم القديم في 20 أبريل، قبل سبعة أيام من الانتخابات العامة في جنوب أفريقيا 1994 والتي جرت في 27 أبريل 1994.

## التأثير الثقافي

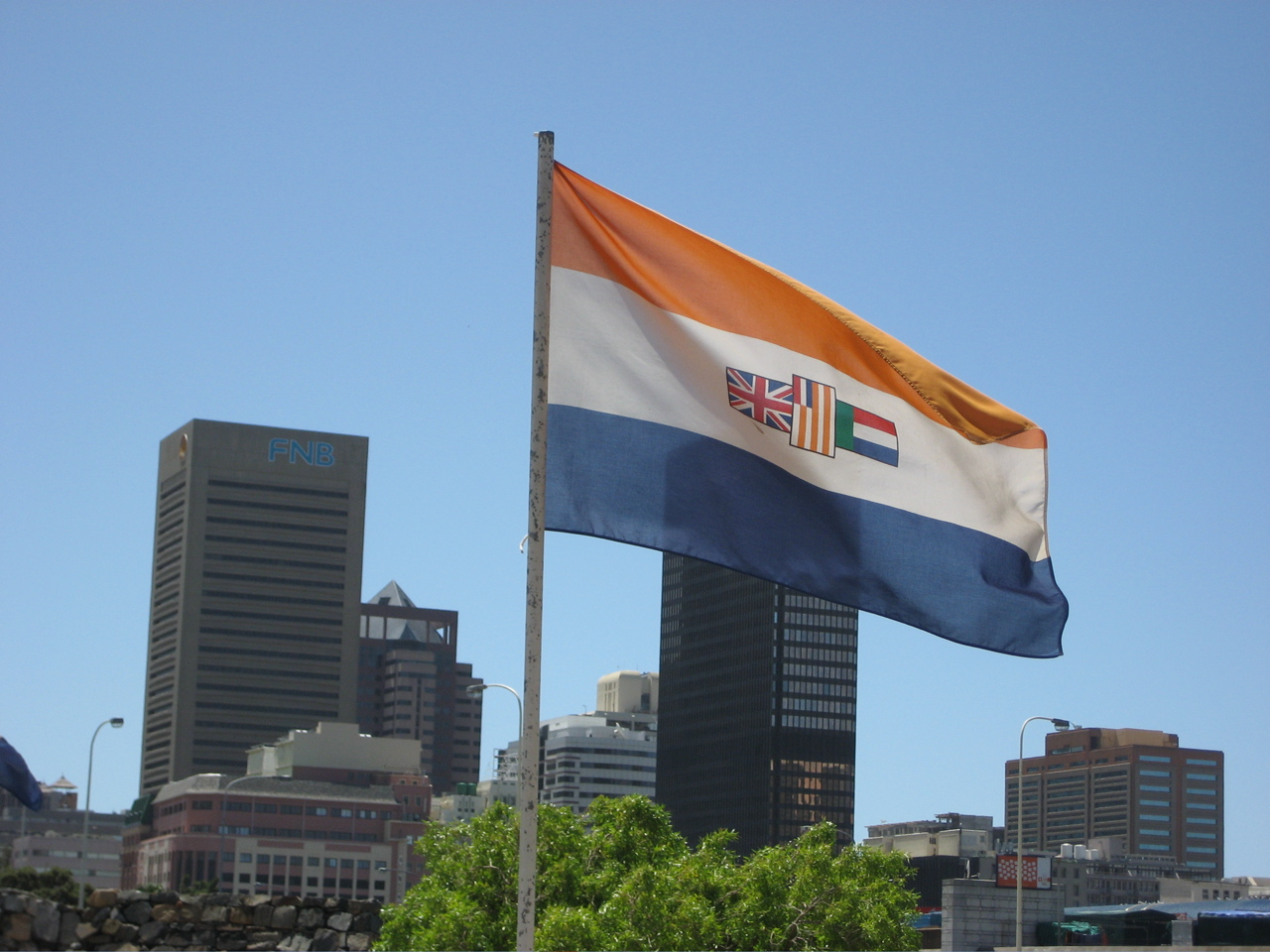
العلم في قلعة الرجاء الصالح في عام 2006.

بعد إلغاء اعتماده رسمياً كعلم لجنوب أفريقيا، استمر بعض البيض من جنوب أفريقيا في استخدامه كرمز للتراث الأفريقاني والتاريخ. ولا يزال العديد من سكان جنوب أفريقيا ينظرون إليه على أنه رمز للفصل العنصري، وبالتالي فقد شجعوا بشدة على استخدامه. على الرغم من تلك الروابط السلبية، إلا أن حكومة جنوب أفريقيا لم تقم بحظره بعد عام 1994، وتم حماية عرضه في جنوب أفريقيا بموجب الفصل الثاني من دستور جنوب أفريقيا كحفظ لحرية التعبير. في القرن الحادي والعشرين، اُستخدم العلم الجنوب أفريقي القديم كرمز لسيادة البيض ليس فقط في جنوب أفريقيا بل في جميع أنحاء العالم. وقد تبع هذا الوعي الخاص إطلاق النار في إحدى الكنائس السوداء في تشارلستون بولاية ساوث كارولينا في عام 2015، حيث كان المشتبه به ديلان روف قد صُوِّر في السابق وهو يرتدي سترة عليها العلم القديم وعلم رودسيا. قاد هذا الارتباط مع الفصل العنصري والعنصرية في كثير من الأحيان إلى دعوات إلى إزالة الأعلام التي اُستخدمت في سياق تاريخي من العرض. مثال على ذلك هو كوما، أستراليا، حيث رُفع العلم لإحياء ذكرى العمال الجنوب أفريقيين في مجمع سنوي ماونتنز جنباً إلى جنب مع الراية الحمراء الكندية، وعلم الولايات المتحدة ذي ال 49 نجمة، وأعلام أخرى من عام 1959 عندما خُصِّص الشارع لذلك.
كما اُستخدم العلم كرمز للاحتجاج بعد عام 1994. في عام 2005، تم تخريب تمثال للملك ماخادو في لويس تريشارد مع ألوان العلم كاحتجاج على اقتراح لتغيير اسم البلدة إلى ماخادو. بدأ بعض مواطني جنوب أفريقيا في القرن الحادي والعشرين رفع العلم احتجاجاً على ما اعتبروه فشلاً لحزب المؤتمر الوطني الأفريقي في إحراز تقدم في حكم جنوب أفريقيا كدولة ديمقراطية.
في قلعة الرجاء الصالح في كيب تاون، تم رفع العلم إلى جانب علم الاتحاد، علم هولندا، وعلم جنوب أفريقيا الحالي لعرض القوى التي حكمت جنوب أفريقيا عبر التاريخ. في عام 1994 تم الاتفاق على أنهم سيبقون على متراس القلعة كمرجع تاريخي. ومع ذلك، في عام 2012 بعد شكاوى من عضوة البرلمان عن حزب المؤتمر الوطني الأفريقي نومفونيلو مابدلا، أُزيلت جميع الأعلام من المتراس باستثناء العلم الحالي لجنوب أفريقيا ووُضِعت الأعلام التي أُزيلت في متحف القلعة.
في عام 2008، وُضِع العلم عن طريق الخطأ على الملصقات الإعلانية في غانا في بطولة الأمم الأفريقية لذلك العام، مما أثار غضباً في جنوب أفريقيا.

## وصلات خارجية
- علم الأبارتايد  - ويكاموس